# Álvaro Barba

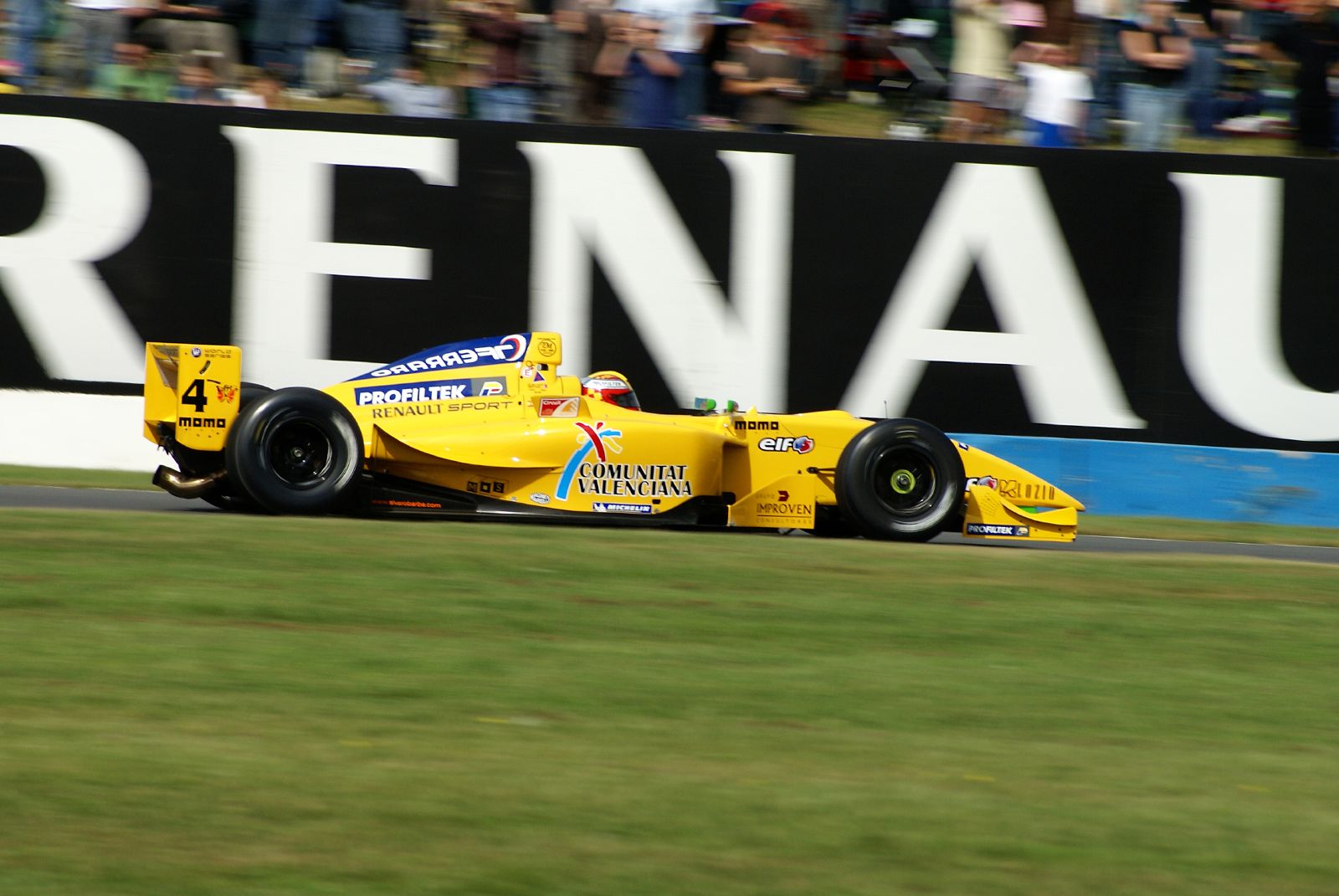
Álvaro Barba op Donington Park in 2007.

Álvaro Barba López (Sevilla, 17 februari 1984) is een Spaans autocoureur. Zijn broer Marco is eveneens autocoureur.

## Carrière
Barba begon zijn autosportcarrière in 2002 in de Spaanse Formule Junior 1600, waar hij met drie overwinningen als tweede eindigde achter zijn landgenoot Adrián Vallés. In 2003 stapte hij over naar het Spaanse Formule 3-kampioenschap, waar hij tot 2005 actief bleef. In zijn laatste jaar behaalde hij drie overwinningen op het Circuito Permanente del Jarama en het Circuit Ricardo Tormo Valencia, waardoor hij achter Andy Soucek, José Manuel Pérez-Aicart, Ricardo Risatti en Javier Villa als vijfde in het kampioenschap eindigde. In 2005 reed hij ook in de Masters of Formula 3 op het Circuit Park Zandvoort, waar hij als 24e eindigde.
In 2003 reed Barba naast zijn campagne in de Spaanse Formule 3 ook een volledig seizoen in de World Series Lights, waarin hij twee podiumplaatsen behaalde en als tiende in het kampioenschap eindigde.
In 2006 maakte Barba de overstap naar de Formule Renault 3.5 Series, waar hij voor het team Jenzer Motorsport uitkwam. Met een zesde plaats op Spa-Francorchamps als beste resultaat eindigde hij als 26e in het kampioenschap met 9 punten.
In 2007 bleef Barba in de Formule Renault 3.5 rijden, maar stapte hij over naar het team International DracoRacing. Op Donington Park behaalde hij zijn eerste overwinning in het kampioenschap en met nog een podiumplaats op het Autódromo do Estoril eindigde hij als negende in de eindstand met 64 punten.
In 2008 stapte Barba binnen de Formule Renault 3.5 over naar het Prema Powerteam, terwijl zijn broer Marco zijn stoeltje overnam bij Draco. Hij behaalde vier podiumplaatsen, waardoor hij als tiende in het kampioenschap eindigde met 58 punten. Dat jaar ging hij met zijn broer ook rijden op het nieuwe Valencia Street Circuit in de International GT Open.
In 2009 maakte Barba de fulltime overstap naar de GT-racerij, waarbij hij in de FIA GT uitkwam. Met Nicola Cadei won hij één race op het Autódromo Internacional do Algarve en eindigde als vierde in het GT2-kampioenschap.
In 2010 keerde Barba terug in de International GT Open, waar hij samen met Pierre Kaffer voor het team AF Corse reed. Zij behaalden vier overwinningen en vijf andere podiumplaatsen, waardoor zij het kampioenschap wonnen. In 2011 stapte hij over naar het team Autorlando Sport, waar hij samen met Andrea Ceccato elfde werd in het kampioenschap. In 2012 won hij met Matteo Malucelli voor Villois Racing vier races en werd derde in het kampioenschap. In 2013 kwam hij oorspronkelijk uit voor Ombra Racing, maar stapte voor het laatste raceweekend op het Circuit de Barcelona-Catalunya over naar GPR Racing, waar hij samen met Maxime Soulet de race won en als 22e in het kampioenschap eindigde. In 2014 had hij geen vast racezitje, maar kwam verschillende keren uit voor de teams Drivex School en Ombra Racing. Samen met Alan Sicart won hij voor Ombra de race op de Hungaroring, waardoor hij veertiende werd in het kampioenschap.